# Obersulm
Obersulm er en by i den tyske delstat Baden-Württemberg, som ligger i kreisen Heilbronn. Obersulm har 13.878 indbyggere (2006).